# Alcippe castaneceps
Az Alcippe castaneceps a madarak osztályának verébalakúak (Passeriformes) rendjébe és a Pellorneidae családjába tartozó faj.

## Rendszerezése
A fajt Brian Houghton Hodgson angol természettudós írta le 1837-ben, a Minla nembe Minla castaneceps néven. Besorolás vitatott, egyes szervezetek a Schoeniparus nembe sorolják Schoeniparus castaneceps néven,  de volt a Pseudominla nemben is  Pseudominla castaneceps néven.

## Alfajai
- Alcippe castaneceps castaneceps (Hodgson, 1837)
- Alcippe castaneceps exul Delacour, 1932
- Alcippe castaneceps soror (Sharpe, 1887)
- Alcippe castaneceps stepanyani J. C. Eames, 2002[1]

## Előfordulása
Dél- és Délkelet-Ázsiában, Bhután, Kína, India, Laosz, Malajzia, Mianmar, Nepál, Thaiföld és Vietnám területén honos. A természetes élőhelye a szubtrópusi vagy trópusi síkvidéki és hegyi esőerdők. Állandó, nem vonuló faj.

## Megjelenése
Testhossza 10-13 centiméter, testtömege 8-12 gramm.

## Életmódja
Rovarokkal táplálkozik.